# Kvarnerić
Kvarnerić är ett sund i Kroatien. Det ligger i den sydvästra delen av landet, 170 km sydväst om huvudstaden Zagreb.